# ミノウスバ
ミノウスバ（蓑薄翅蛾、学名: Pryeria sinica）は、チョウ目マダラガ科マダラガ亜科に属するガの一種である。

## 形態
成虫の翅は半透明で、胴体には黒色とオレンジ色の毛が生えている。雌雄で触角の形が異なる。
幼虫は、黄色と黒色の縦縞模様になる。

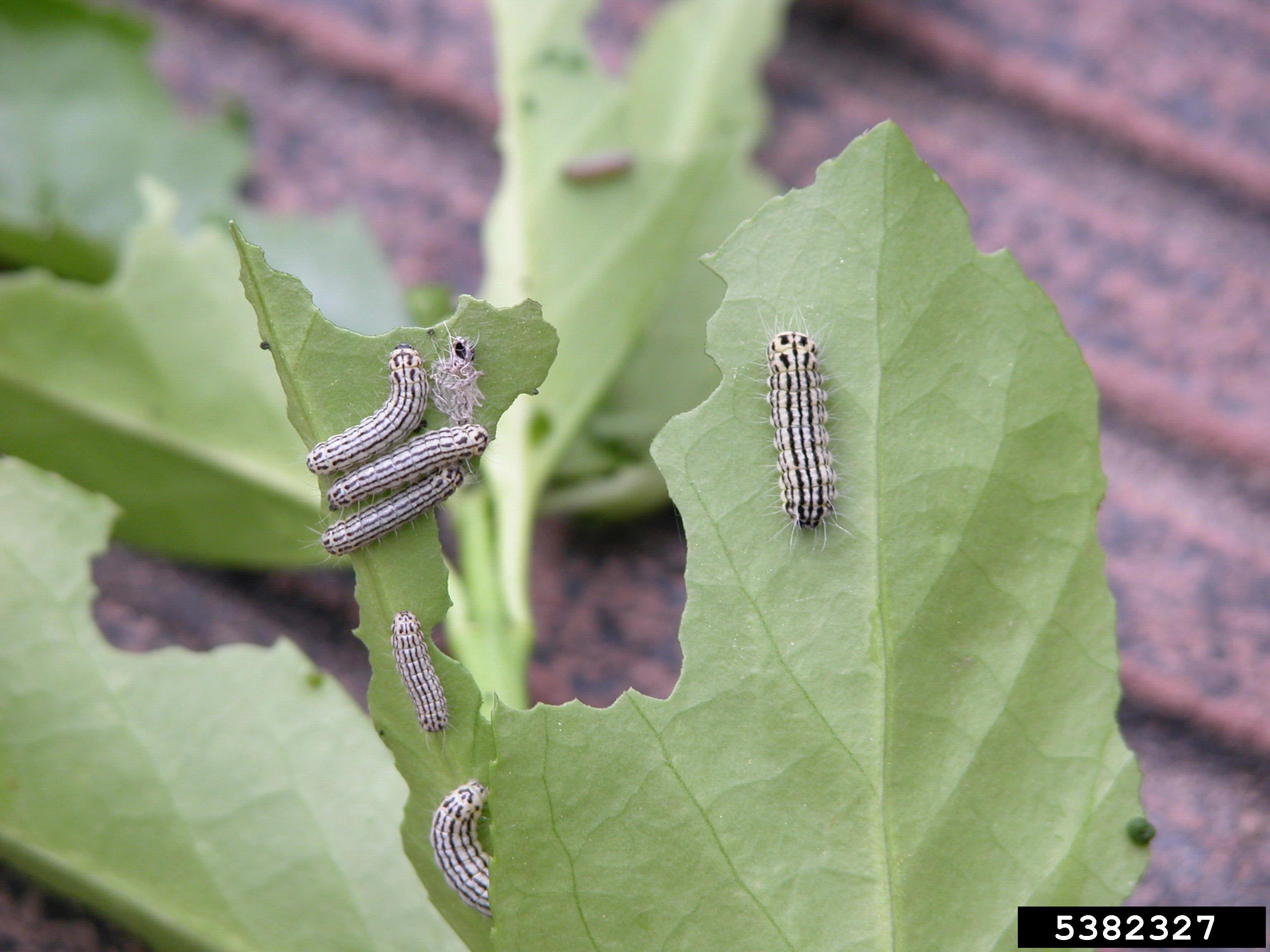
幼虫
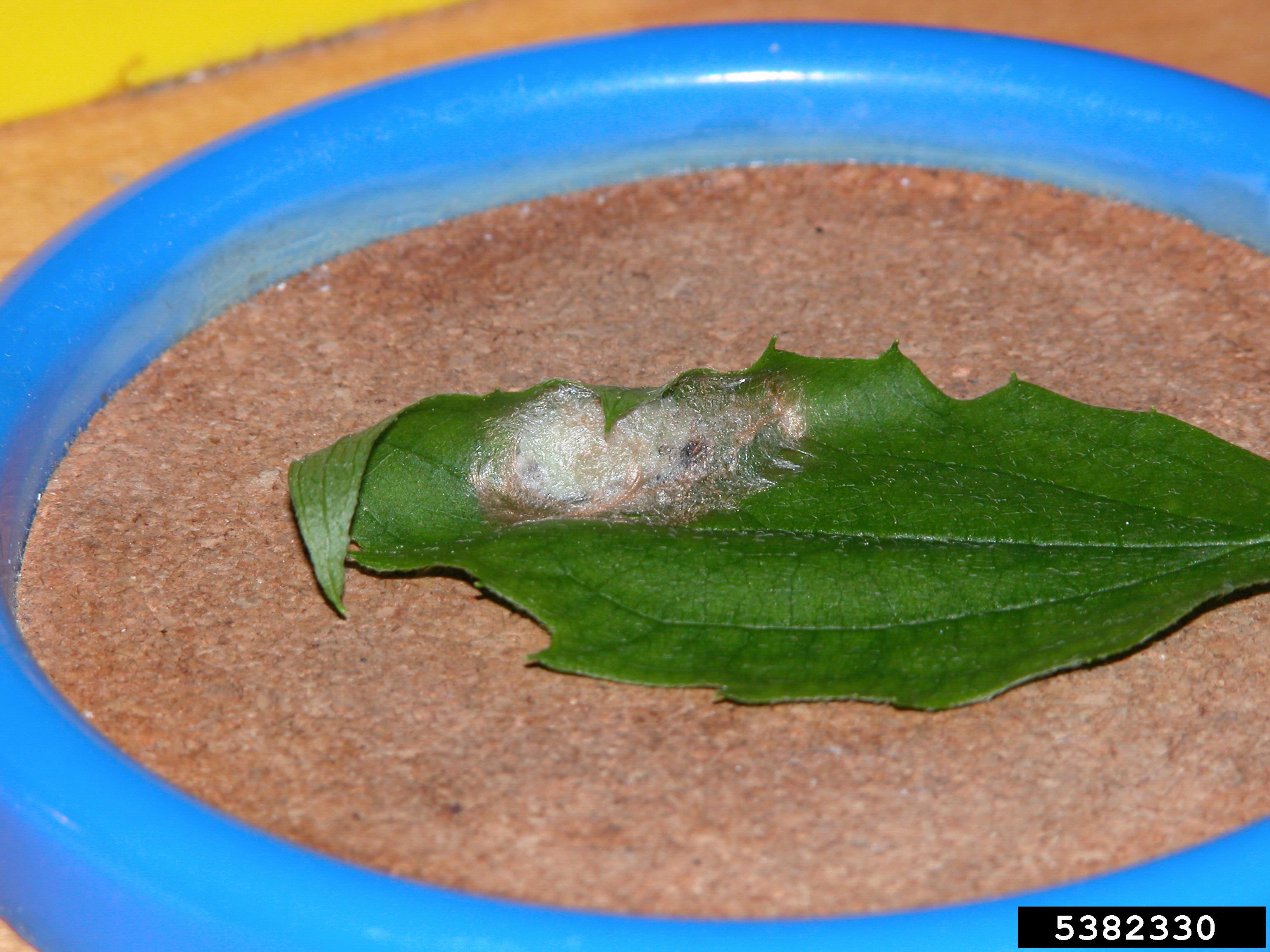
繭

## 生態
幼虫の食草は、マサキ、ニシキギ、マユミなどのニシキギ科に属する植物である。多く発生した時は、全葉を食べ尽くすこともある。若齢期は集団で葉を食べるが、大きくなると単独になる。幼虫は、鳥やトカゲなどの外敵に食べられそうになると、不快な味と臭いのするねばねばした毒液を出す習性がある。
5月半ばには、木を離れて石の下などに繭を作り蛹になり、そのまま夏を過ごす。
成虫は晩秋に羽化し、マサキ等の枝先に産卵する。そのまま越冬し、春になって新芽が出る頃に孵化する。

## 分布
日本（北海道、本州、四国、九州、対馬）、朝鮮半島、中国に分布する。